# Winkelfehlsichtigkeit
Mit Winkelfehlsichtigkeit wird in der Augenoptik ein verstecktes (auch: latentes) Schielen bezeichnet. Dieses unterscheidet sich von anderen latenten Schielformen darin, dass es mit ausschließlich einer einzigen Untersuchungsmethode festgestellt und gemessen wird, die der Augenoptiker und Uhrmacher Hans-Joachim Haase entwickelt hat. Eine weitere Eigenheit besteht darin, dass für ein so erkanntes Schielen ausschließlich eine Art der Behandlung empfohlen wird, nämlich mit speziellen Prismengläsern. Zusammengefasst wird diese Verfahrensweise MKH genannt, Mess- und Korrektionsmethodik nach Hans-Joachim Haase. Sie wird in der Fachwelt von Augenärzten, Orthoptisten und Augenoptikern kontrovers diskutiert.
In der optometrischen Terminologie ist die Bezeichnung „Winkelfehlsichtigkeit“ seit dem Jahr 1993 eingeführt, in der wissenschaftlich fundierten Optik fehlt sie jedoch. Sie hat sich dort bei Beratungsgesprächen als nützlich erwiesen, da einfache und anschauliche Bezeichnungen (zum Beispiel Kurzsichtigkeit für Myopie, grauer Star für Katarakt) die Verständigung mit dem Kunden erleichtern sollen. Darüber hinaus geht man durch die Vermeidung der korrekten Übersetzung von „Heterophorie“ als „verstecktes Schielen“ einer entsprechenden Verbindung zu medizinischen Inhalten aus dem Weg und vermittelt mit dem Zusatz „Fehlsichtigkeit“ dem Kunden eine eher optisch-funktionale Perspektive. Nach dem Wörterbuch der Optometrie haben die Begriffe „Winkelfehlsichtigkeit“ und „assoziierte Heterophorie“ die gleiche Bedeutung. Somit könnten danach beide Bezeichnungen wahlweise verwendet werden.

## Begriffsklärung
Winkelfehlsichtigkeit ist ein wissenschaftlich nicht anerkannter Begriff aus der Augenoptik, mit dem eine Störung des beidäugigen Sehens beschrieben werden soll. Es handelt sich demnach nicht um ein optisches Problem wie eine Kurz- oder Weitsichtigkeit. Das Hauptmerkmal dieser Störung wird als ein so genannter Bildlagefehler bezeichnet, dessen Auftreten mit einer Abweichung der beiden Sehachsen voneinander erklärt wird. Gemeint ist damit das Phänomen, dass Bilder von Objekten, die ein Mensch betrachtet, nicht in jedem Auge exakt auf miteinander korrespondierende Netzhautstellen projiziert werden, sondern die Stelle der Abbildung bei einem Auge in sehr geringem Maße davon abweicht. Die Ursachen hierfür liegen nach Ansicht der Verfechter dieses Begriffes zum einen in der Vermutung, dass die äußeren Augenmuskeln des rechten und linken Auges unterschiedlich lang seien, zum anderen in einer vorliegenden Innervationsstörung dieser Muskeln. Es wird weiter beschrieben, dass betroffene Personen versuchen, diese Abweichung selbst zu kompensieren und deshalb unter spezifischen Beschwerden leiden können, die man allgemein „Asthenopie“ nennt. Sie äußern sich unter anderem in Kopfschmerzen, Schwindel, Augenbrennen, Doppelbilder, Nackensteifheit, Müdigkeit und Konzentrationsschwäche. Auch vermuten einige Anhänger des Verfahrens eine Korrelation zwischen Winkelfehlsichtigkeit und Legasthenie, sowie zwischen Winkelfehlsichtigkeit und ADHS. Zum Ausgleich der Winkelfehlsichtigkeit wird die Anpassung von Prismengläsern verwendet, die die Fehlstellung der Augen korrigieren und somit die Beschwerden vermindern oder gar beseitigen sollen. Eine Winkelfehlsichtigkeit wird nicht als eine Diagnose mit Krankheitswert gesehen, sondern lediglich als ein korrekturbedürftiger Sehfehler, ebenso wie eine Kurz- oder Weitsichtigkeit.
Die Winkelfehlsichtigkeit ist eine Form der assoziierten Heterophorie, die ausschließlich anhand der Mess- und Korrektionsmethodik nach Hans-Joachim Haase (MKH) bestimmt worden ist. Die MKH definiert einerseits die erforderlichen Testverfahren, andererseits die Wertung der bei diesen Tests erzielten Ergebnisse und ist in den von der Internationalen Vereinigung für Binokulares Sehen (IVBS) herausgegebenen „Richtlinien zur Korrektion von Winkelfehlsichtigkeit“ beschrieben. Der Uhrmacher und Optiker Hans-Joachim Haase hatte seit den Fünfzigerjahren an der ehemaligen Fachschule für Optik und Fototechnik in Berlin diese spezielle Untersuchungs- und Korrektionsmethodik entwickelt. Anwendung findet dieses Verfahren überwiegend im deutschen Sprachraum, sowie in den Niederlanden und Italien bei einer vergleichsweise sehr geringen Anzahl von Augenoptikern und vereinzelt auch bei Augenärzten. Bei den Orthoptisten, die ausbildungs- und berufsbedingt die eigentliche Kernkompetenz hinsichtlich der Pathologie des Binokularsehens aufweisen, gibt es keinen Vertreter, der Mitglied der IVBS ist und die MKH anwendet.

### Wissenschaftliche Sichtweise
Der Begriff der Winkelfehlsichtigkeit und insbesondere die damit verbundenen Therapiemaßnahmen werden von der evidenzbasierten Medizin und auch von einem Großteil der Augenoptiker nicht nur sehr kritisch betrachtet, sondern als „Kunstbegriff“ schlichtweg abgelehnt. Selbst die IVBS (Internationale Vereinigung für Binokulares Sehen) als Fachverband für Anwendende der MKH verzichtet auf die Bezeichnung Winkelfehlsichtigkeit in der aktuellen Auflage ihrer Richtlinien. Das Argument der fehlenden, anerkannten wissenschaftlichen Nachweise für die positive Wirksamkeit der Methodik nach H.-J. Haase ist allerdings nicht mehr tragbar: Eine Studie zur möglichen Wirksamkeit der Prismenkorrektion nach MKH wurde 2015 veröffentlicht. Vor und nach dem mehrwöchige Tragen von MKH Prismen wurde die Fixationsdisparität einerseits objektiv mittels hochauflösender Eyetracking Verfahren gemessen und andererseits mittels einer untersucherunabhängigen, subjektiven Einstellmethode. Sowohl die objektive wie auch die subjektive Fixationsdisparität wurden bei den 24 Probanden durch mehrwöchiges Prismentragen in der erwarteten Richtung signifikant reduziert, haben sich aber nicht auf Null verringert.
Weiterhin wird kritisiert, dass für das Thema Winkelfehlsichtigkeit bereits seit langem existierende medizinische Konzepte lediglich in leicht abgewandelter Form und vor allem mit neuer Terminologie präsentiert würden, um damit eine teure Korrektionsmaßnahme in Form von Prismenverordnungen zu rechtfertigen: der Aufpreis auf ein individuell bestelltes Brillenglas beträgt an die 60 EUR. Ein genereller und unreflektierter Einsatz von prismatischen Korrektionen wird als geradezu fahrlässig betrachtet, da unsachgemäße Anwendungen in einigen Fällen dazu geführt hätten, dass zuvor nicht geplante Schieloperationen durchgeführt werden mussten. Deshalb lehnen Augenärzte die unkontrollierte Verwendung von Prismenkorrekturen als Eingriff in medizinische Behandlungsmaßnahmen strikt ab. Eine solche Behandlung beziehungsweise schon die Inaussichtstellung eines gewissen Behandlungserfolgs gehe zudem über den Aufgabenbereich von Augenoptikern deutlich hinaus und stelle eine erlaubnispflichtige Ausübung der Heilkunde nach dem Heilpraktikergesetz dar. Andererseits ist die generelle Ablehnung von prismatischen Korrektionen vergleichbar fahrlässig, wenn auf diesem Wege den von Asthenopie betroffenen Personen eine mögliche Abhilfe vorenthalten wird. Die „Richtlinien zur Anwendung der MKH“ beschreiben die fachgerechte Anwendung von Prismenkorrektionen als Entscheidung, die in jedem Einzelfall unter Berücksichtigung der Messwerte und der Beschwerden zu treffen sei.

### Argumentation der Anwender
Die Befürworter der Winkelfehlsichtigkeit und deren Messung und Behandlung führen an, dass es nachweislich eine Reihe von Fällen gebe und gegeben hätte, bei denen die Anpassung und Verordnung von Prismengläsern zu einer deutlichen Verbesserung, wenn nicht gar Beseitigung der Beschwerdesituation geführt habe, nachdem zuvor eine Winkelfehlsichtigkeit festgestellt worden sei. Dies würde zudem von den Betroffenen glaubhaft und zuverlässig bestätigt. Das Verfahren MKH und die Behandlung mit Prismen bestehe seit mehreren Jahrzehnten und würde erfolgreich bei den entsprechenden Klienten angewendet werden, die in der Regel bereits eine Kette von erfolglosen Versuchen hinter sich hätten, bei Ärzten oder Fachkollegen eine akzeptable und erfolgreiche Versorgung zu erfahren. Zudem sei die Diskussion um die Winkelfehlsichtigkeit ausschließlich eine dauerhaft anhaltende berufspolitische Auseinandersetzung zwischen Augenärzten und Augenoptikern mit dem Hintergrund, die ausübenden Augenoptiker zu reglementieren und in ihrer Tätigkeit einzuschränken.
Es wird weiter angeführt, Winkelfehlsichtigkeit sei keine Augenkrankheit. Sie sei lediglich eine Abweichung vom idealen Körperbau. So wie ein zu kurzes Bein keine heilbare Krankheit sei, sondern lediglich mit einer dicken Sohle unter dem Schuh ausgeglichen würde, so könne auch eine Winkelfehlsichtigkeit nicht geheilt werden, sondern nur mit einer speziellen Brille, einer so genannten Prismenbrille, ausgeglichen werden. Die Abweichung sei in beiden Fällen nur so lange behoben, wie das Korrektionsmittel 'Schuh’ beziehungsweise 'Brille' getragen würde. Es wird demnach die Annahme zugrunde gelegt, körperliche Missstände, die unheilbar sind, seien keine Krankheiten.
Die meisten Menschen seien winkelfehlsichtig, empfänden ihr Sehen aber dennoch als ungestört und hätten auch kein sonstiges Anstrengungsgefühl. In diesen Fällen sei das Tragen einer Prismenbrille nicht erforderlich.

### Situation der Betroffenen
Seitens der Personen, die unter den oben genannten Beschwerden leiden, werde immer wieder betont, dass es ihnen letztlich gleichgültig sei, mit welchen Begriffen die Ursache ihrer gesundheitlichen Probleme bezeichnet würden, solange sie nur dauerhaft und zuverlässig davon befreit, oder diese doch zumindest deutlich reduziert würden. Die Diskussion sei für den Laien nur sehr schwer zu verstehen, zumal sie auch stets in einer Fachlichkeit geführt würde, der ein Patient in der Regel kaum folgen, noch mit deren Hilfe er sich eine fundierte Meinung bilden könnte. Ausschlaggebend für eine Behandlungsentscheidung bliebe demnach häufig die Überzeugungskraft des behandelnden Augenoptikers oder Augenarztes. Selbst Versuche, sich vor einer entsprechenden Behandlung weitere Meinungen einzuholen, scheitern nicht selten auf Grund von Unkenntnis.

### Vergleichende Betrachtung
Mit nachstehender Gegenüberstellung soll veranschaulicht werden, ob und wie sich die Konzepte und Verfahrensweise der MKH, sowie die „Diagnose Winkelfehlsichtigkeit“ von den Konzepten, Methoden und Begriffen der evidenzbasierten Medizin unterscheidet. Die Untersuchung und Beurteilung der Physiologie und Pathophysiologie des Binokularsehens fällt in das Fachgebiet der Strabologie (Schielheilkunde), einer Spezialdisziplin der Augenheilkunde.

#### Begriff und Symptomatik

##### Winkelfehlsichtigkeit
Der Begriff Winkelfehlsichtigkeit ist als medizinischer Begriff oder Diagnose nicht anerkannt und nach keinem Diagnoseschlüssel (ICD) klassifiziert. Er wird als Synonym für eine durch das Verfahren der MKH ermittelten assoziierten Heterophorie verwendet. Durch die Formulierung „Fehlsichtigkeit“ wird allgemein der Eindruck erweckt, es handele sich um eine optische Problematik (Übersichtigkeit, Kurzsichtigkeit, Stabsichtigkeit). Gemeint ist gleichwohl eine Störung des beidäugigen Sehens (Binokularsehens). Nach eigener Definition liegt ein „Bildlagefehler“ vor mit Abweichung der Sehachsen beider Augen voneinander (Schielen). Zudem soll eine so genannte „Fixationsdisparation“ vorhanden sein, eine Abweichung der Objektabbildung von exakt korrespondierenden Netzhautstellen beider Augen unter fusionaler Belastung. Es werden beim Bemühen, eine Winkelfehlsichtigkeit auszugleichen, mögliche Beschwerden beschrieben, die ursächlich und entscheidend für den Behandlungswunsch des Patienten sind. Dazu gehören unter anderem Kopfschmerzen, Schwindel, Augenbrennen, Verschwommensehen, Nackensteifheit, Müdigkeit und Konzentrationsschwäche.

##### Heterophorie
Hierbei handelt es sich um ein latentes Schielen, das in Zusammenhang mit spezifischen Beschwerden einen entsprechenden Krankheitswert entwickelt und nach dem internationalen Diagnoseschlüssel (ICD) H50.5 klassifiziert ist. Eine Heterophorie kann mit einer so genannten Fixationsdisparität einhergehen. Dies ist eine sensorische Eigenheit, die bei Prismen induzierter Belastung der fusionalen Vergenz eine Abweichung der Gesichtslinien voneinander aufweist und möglicherweise einen Indikator für die Insuffizienz bifovealer Fixation darstellt. Ist z. B. bei einer bestehenden Heterophorie eine Abweichung bereits ohne Prismenbelastung vorhanden (Ruhedisparität) und verschwindet diese unter Vorgabe von Prismen, spricht man von einer fakultativen Mikroanomalie. Verschwindet diese nach Prismengabe nicht, spricht man von einer obligaten Fixationsdisparität. Grundsätzlich ist erwiesen, dass Personen mit obligater Fixationsdisparität nicht in der Lage sind, präzise zentral zu fusionieren. Prismenbehandlungen einer Heterophorie mit obligater Fixationsdisparität können diese deshalb in der Regel nicht dauerhaft ausgleichen.
Auf Grund der geforderten Untersuchungsbedingungen wird gegenüber der assoziierten Heterophorie eine Unterscheidung getroffen, weshalb hier auch die Rede von einer „dissoziierten Heterophorie“ ist.
Der Ausgleich einer bestehenden Heterophorie mittels sensorischer und motorischer Fusion kann in manchen Fällen und aus unterschiedlichen Gründen zu Beschwerden führen. Diese äußern sich u. a. ebenfalls in Kopfschmerzen, Schwindel, Doppelbilder, Augenbrennen, Verschwommensehen, Nackensteifheit, Müdigkeit und Konzentrationsschwäche. Man nennt diese Form der Beschwerden Asthenopie.

#### Diagnostik
Es wird unterstellt, dass erst die Anamnese und Beschwerdesituation entsprechende Aktivitäten und Untersuchungen auslösen.

##### Winkelfehlsichtigkeit
Die einzige Methode, eine Winkelfehlsichtigkeit zu entdecken und deren Ausmaß zu beurteilen, liegt in der Mess- und Korrektionsmethodik nach Hans-Joachim Haase (MKH) – oder anders ausgedrückt: eine Winkelfehlsichtigkeit wird nur dann festgestellt, wenn dies mit dem Verfahren der MKH durchgeführt wird. Die Messung erfolgt durch ein binokulares Polatest-Verfahren mit gleichbleibendem Dissoziationsgrad der Firma Zeiss, bei dem die Fusion nicht vollständig aufgehoben wird (assoziierendes Verfahren). Insbesondere das Anbieten von Stereobildern gehört hier zum entscheidenden Untersuchungsablauf. Die Ergebnisse, die die quantitative Schielabweichung der Gesichtslinien voneinander und das Ausmaß einer „Fixationsdisparation“ als Bildlagefehler darstellen, beruhen auf subjektiven Angaben des Patienten und dienen der Ermittlung der anzupassenden Prismenstärke. Differentialdiagnostische Aktivitäten innerhalb des Verfahrens MKH zur Ermittlung ggf. anderer Störungen des Binokularsehens oder auch Kombinationsstörungen – und somit zur Suche nach alternativen Ursachen der Beschwerden – sind nicht bekannt. Eine anerkannte Normierung der innerhalb der MKH angewandten Verfahren existiert nicht.

##### Heterophorie
Die Untersuchung einer Heterophorie ist genormt (DIN 5340–209) und erfordert die vollständige Unterbrechung des beidäugigen Sehens (dissoziierendes Verfahren). Die Messung latenter Schielwinkel erfolgt in verschiedenen Fixationsentfernungen mit unterschiedlichen Methoden und Dissoziationsgraden im freien Raum (zum Beispiel Abdecktest) oder mittels apparativer Untersuchungen (Haploskope). Darüber hinaus werden zur differentialdiagnostischen Abklärung der Beschwerden zahlreiche Untersuchungen der Augenstellung, Augenbeweglichkeit, der Qualität des beidäugigen Sehens hinsichtlich Simultansehen, Fusion (Fusionsbreite, Fusionsblickfeld) und räumlichem Sehen (Stereopsis), sowie der Korrespondenzverhältnisse beider Augen gemacht. Die Ergebnisse der Untersuchungen unterliegen subjektiven Angaben der Patienten und werden zudem durch eine Reihe von objektiven Maßnahmen verifiziert. Bevor die geschilderten Beschwerden ursächlich mit entsprechenden Befunden in Verbindung gebracht werden, gehören Verfahren zur gezielten Ausschlussdiagnostik zu den Untersuchungsmaßnahmen. Hierzu zählen unter anderem ein so genannter diagnostischer Marlow-Verband (der Verschluss eines Auges mittels Pflaster über einen Zeitraum von ca. 3 Tagen), sowie bspw. Prismentrageversuche. Im ersten Fall soll geklärt werden, ob die Beschwerden überhaupt auf Störungen des Binokularsehens zurückzuführen sind, im 2. Fall wird ermittelt, ob eine Prismenbehandlung ggf. eine Therapiemöglichkeit darstellen kann. Ist dies mit entsprechend hoher Wahrscheinlichkeit der Fall, so ist zu bedenken, dass maximale Abweichungen nicht zwangsläufig den subjektiven Erfordernissen einer Prismenkorrektur entsprechen müssen.
Die Untersuchung einer Fixationsdisparität erfolgt in der Regel an haploskopischen Geräten (z. B. Phasendifferenzhaploskop) mittels einer Nonius-Anordnung. Ab einer bestimmten Belastung der fusionalen Vergenz wird bei fast jedem Menschen eine Fixationsdisparität nachweisbar sein.

#### Therapie

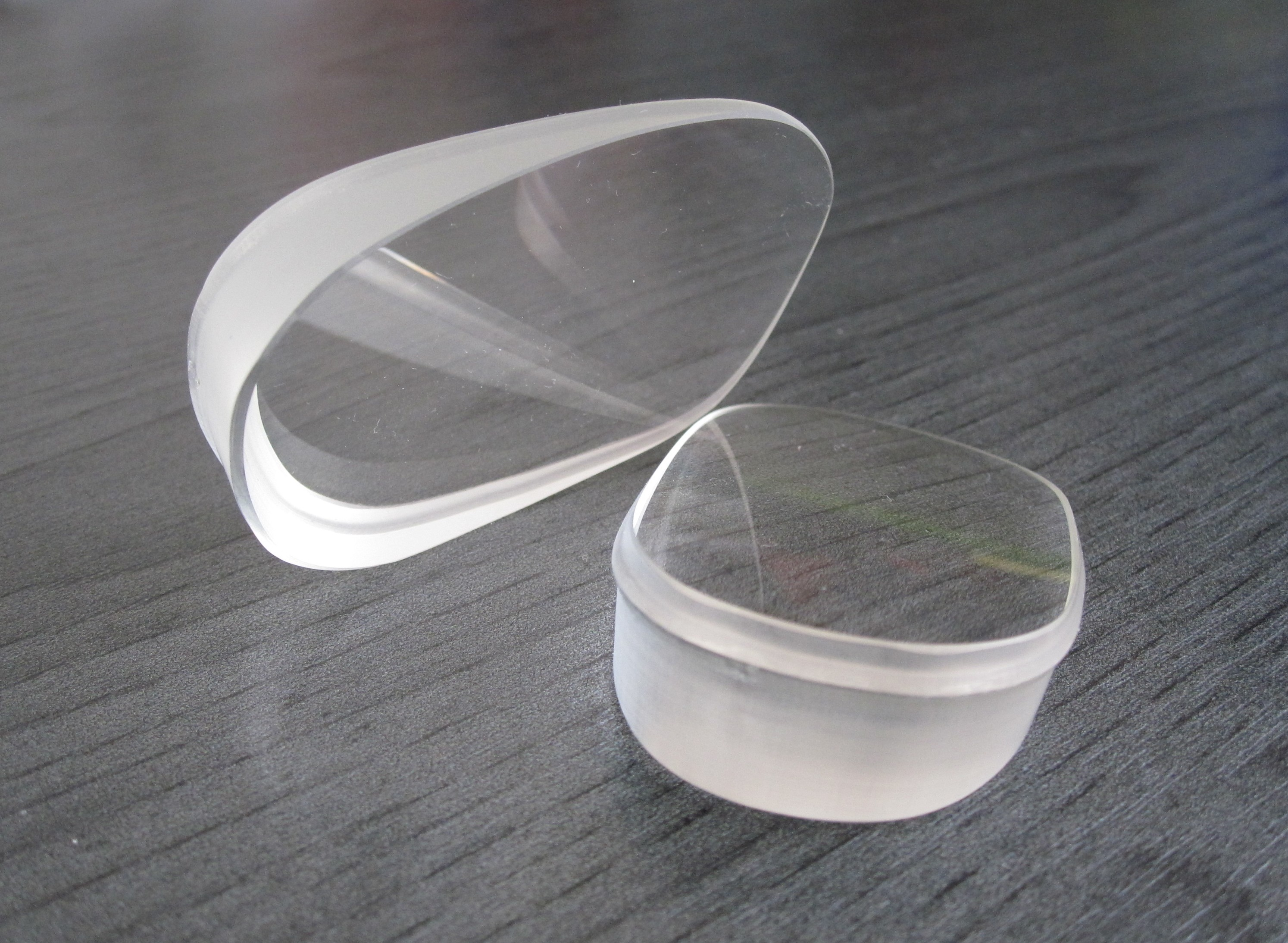
Beispiel für Prismengläser (wegen hoher Stärke hier entsprechend dick)

Eine Heterophorie mit asthenopischen Beschwerden ist eine Krankheit, als die eine Winkelfehlsichtigkeit mit asthenopischen Beschwerden von ihren Anwendern nicht gesehen wird, obgleich diese ebenfalls eine (assoziierte) Heterophorie darstellt. Deshalb wird im ersten Fall von einer Therapie gesprochen, im zweiten von einer Korrektion. Grundsätzlich wird jedoch darauf hingewiesen, dass prinzipiell weder eine assoziierte, noch eine dissoziierte Heterophorie zwangsläufig zu einer Prismenkorrektur führen muss.

##### Winkelfehlsichtigkeit
Die einzige Korrekturform der Winkelfehlsichtigkeit liegt nach Aussage deren Anwender in der Anpassung von Prismengläsern. Die Stärke der Prismen wird durch die Messergebnisse der MKH ermittelt und entspricht in der Regel dem Ausmaß der Abweichung der Sehachsen voneinander, wobei nicht klar ist, ob es sich hierbei um den „Bildlagefehler“ handelt oder den Schielwinkel einer Heterophorie. Wegen des Mangels an differenzierenden diagnostischen Maßnahmen ist in der Regel eine sichere Prognose nicht zu treffen. Gegebenenfalls muss die Prismenstärke nach einiger Zeit in der Regel angehoben, jedoch nicht reduziert werden. Dies kann sich mehrmals wiederholen, bis nach dem Prinzip von Versuch und Irrtum eine Situation eintritt, in der klar erkennbar ist
- dass eine Prismenkorrektur die Beschwerden weder beseitigt noch lindert,
- dass eine Prismenkorrektur nunmehr für den Patienten eine zufriedenstellende Lösung darstellt,
- dass eine Prismenkorrektur bislang die Asthenopie gemindert hat, wegen einer wieder zunehmenden Beschwerdesituation jedoch verstärkt werden muss oder
- dass eine Prismenkorrektur bislang die Beschwerden gemindert hat, eine notwendige weitere Erhöhung der Prismenstärke aber wegen optischer und funktionaler Gründe nicht mehr möglich ist.

Eine Verbesserung kann in letzterem Fall nur dann erreicht werden, wenn die weitere Betreuung an die Fachgruppe der Strabologen abgegeben wird, da der nächste Behandlungsschritt möglicherweise die Durchführung einer Schieloperation ist und die Prismenbehandlung in diesem Fall als eine unbeabsichtigte operationsvobereitende Maßnahme gesehen werden muss. Die Alternativen für den Betroffenen sind, den Status quo beizubehalten oder die Prismenkorrektur wieder abzusetzen. Letzteres wird im günstigsten Falle zu einer Rückkehr der ursprünglichen Beschwerdesituation führen. Ein kontinuierlicher Prismenaufbau führt jedoch beim Absetzen der Korrektur nicht selten zu einer Dekompensation der Heterophorie, einer Verstärkung der Beschwerden und somit zu einer deutlichen Verschlechterung der Situation.
Bis eine akzeptable Prismenstärke gefunden ist, kann eine Prismenfolie selbsthaftend auf das Brillenglas aufgebracht werden und verursacht im Gegensatz zu einem geschliffenen Glas weniger Kosten, insbesondere dann, wenn sich dessen Stärke ändern sollte. Die Einarbeitung der prismatischen Wirkung erfolgt in der Regel jedoch direkt in das Brillenglas. Diese Kosten fallen bei jeder durchgeführten Verstärkung der Prismenwerte erneut an. Die Krankenkassen übernehmen die hierfür entstehenden finanziellen Aufwendungen nicht.

##### Heterophorie
Ist die Diagnose Heterophorie definitiv ursächlich mit den geäußerten Beschwerden in Verbindung zu bringen, sind verschiedene Behandlungskonzepte möglich, über die in Abhängigkeit von Art und Ausmaß des Schielens in der Regel zuverlässige Prognosen möglich sind.
Zum einen können so genannte orthoptische Übungsbehandlungen eine Situationsverbesserung ergeben. Je nach Art können diese vom Patienten selbst zu Hause durchgeführt werden, oder er begibt sich in eine an eine Augenarztpraxis angeschlossene Sehschule zu speziellen apparativen Übungen.
Eine andere Möglichkeit besteht ebenfalls in der Anpassung und Verordnung von Prismengläseren, so dies die Befunde zulassen. Dieser Verordnung gehen in der Regel entsprechende Trageversuche voraus, um eine erste prognostische Aussage treffen zu können. Teil der Behandlung ist zudem eine gründliche Aufklärung über Risiken und mögliche Konsequenzen einer Prismenbehandlung. Auch hierbei ist es möglich, dass sich die Stärke der Prismen im Laufe der Zeit erhöhen muss, wie beim Verfahren der Winkelfehlsichtigkeit nach dem Prinzip von Versuch und Irrtum, ggf. auch bis zu einem Punkt, an dem die Heterophorie soweit dekompensiert, dass eine Prismenkorrektur nicht mehr möglich ist. Bis eine akzeptable Prismenstärke gefunden ist, wird kein Prismenglas verordnet, sondern eine Prismenfolie. Diese kann selbsthaftend auf das Brillenglas aufgebracht werden und verursacht im Gegensatz zu einem geschliffenen Glas erheblich weniger Kosten, insbesondere dann, wenn sich dessen Stärke ändern sollte. Zwar haben Folien gegenüber Gläsern den Nachteil, dass sie „sichtbar“ und somit kosmetisch etwas auffälliger sein können. Auch liefern sie eine qualitativ schlechtere Abbildung auf der Netzhaut, je höher die prismatische Wirkung ist. Für eine gewisse Probezeit und zur Unterstützung einer Prognose sind sie gleichwohl sehr gut geeignet. Prismenfolien sind also immer nur Interimslösungen. Die Einarbeitung der prismatischen Wirkung direkt in das Brillenglas erfolgt, wenn die Befunde über einen bestimmten Zeitraum hinweg eine zuverlässige Stabilität aufweisen. Die Notwendigkeit häufiger Änderungen von Prismenwerten sind damit so weit als möglich reduziert, wenn auch nicht gänzlich ausgeschlossen.
Spätestens bei der ersten Notwendigkeit, die Prismenstärke zu erhöhen, wird in der Regel mit dem Patienten die Diskussion über einen möglichen so genannten Prismenaufbau beginnen, eine kontinuierliche Erhöhung der Prismenstärke mit dem Ziel, den für Beschwerdefreiheit minimal erforderlichen Schielwinkel herbeizuführen und diesen dann mittels einer Schieloperation deutlich zu reduzieren bzw. zu beseitigen.
Eine dritte Variante besteht in der direkten Planung und Durchführung einer Schieloperation, die strengen Indikationen unterliegt und im Allgemeinen nur bei einer Heterophorie größeren Ausmaßes vorgenommen wird, die als Ursache für die Beschwerden sicher identifiziert ist. Auch wird eine Schieloperation erst dann durchgeführt, wenn alle anderen Behandlungsmaßnahmen erfolglos geblieben sind, bzw. diese sicher nicht zu einem zufriedenstellenden Ergebnis führen würden.

## Zusammenfassung
Trotz der unterschiedlichen Terminologie ist man sich zwischenzeitlich darüber einig, dass mit Winkelfehlsichtigkeit und Heterophorie ein und dasselbe Krankheitsbild beschrieben ist. Ein Unterschied besteht lediglich in der Untersuchungsmethode der assoziierten und dissoziierten Heterophorien, deren Ergebnisse jedoch nachgewiesenermaßen keine signifikanten Unterschiede aufweisen. Mit der Verwendung von Prismenkorrekturen gibt es auch im Therapieansatz Berührungspunkte zwischen der evidenzbasierten Medizin und den Verfechtern der Winkelfehlsichtigkeit und der MKH. Damit sind jedoch die Grenzen der Gemeinsamkeiten bereits erreicht. Ein über die bekannten und wissenschaftlich validierten Verfahrensweisen hinaus angewandtes Konzept ist überflüssig, da bereits die Strabologie alle notwendigen Untersuchungs- und Behandlungsprinzipien hochwertig und differenziert abdeckt, und die MKH, insbesondere deren therapeutischer Ansatz, nichts Neues zu bieten hat, was tatsächlich nicht bereits die tägliche Praxis in der Augenheilkunde darstellt. Ihre Verwendung als diagnostische Verfahrensweise und reine Untersuchungsmethode muss dies nicht unbedingt ausschließen.
Eine kritische Betrachtung erfordert der Umstand, dass im Zusammenhang mit einem bestimmten Beschwerdebild die „dissoziierte Heterophorie“ als Krankheit klassifiziert wird, während der als „assoziierte Heterophorie“ bekannten Winkelfehlsichtigkeit durch deren Verfechter lediglich der Stellenwert eines „Sehfehlers“ eingeräumt wird. Hierzu muss festgehalten werden:
- Krankheiten dürfen per Gesetz nur durch bestimmte Berufsgruppen behandelt werden. Augenoptiker gehören nicht hierzu und dürfen auch keinerlei Behandlungsangebot machen.
- Bei der Winkelfehlsichtigkeit wird weder von einer Krankheit, noch von einer Behandlung gesprochen, sondern von einem „Sehfehler“ und von einer „Korrektion“.

Die unterschiedliche Qualität der Konzepte wird in der Gegenüberstellung deutlich. Die Anzahl derer, die mit dem Begriff Winkelfehlsichtigkeit arbeiten und die MKH anwenden, ist nur sehr gering. Weder hat sich dieses Verfahren bislang bei Augenoptikern, noch bei Strabologen durchgesetzt, ganz abgesehen von der nicht zufriedenstellenden und unzureichenden wissenschaftlichen Validierung des Gesamtkonzepts.
Bei der geführten Auseinandersetzung geht es prinzipiell nicht um die Frage, ob eine Prismenbehandlung bei den beschriebenen Symptomen, Beschwerden und Befunden sinnvoll sein kann oder nicht. Diese Frage ist längst von Wissenschaftlern, Augenoptikern und Strabologen hinreichend beantwortet, unabhängig davon, welche Diagnose dieser Maßnahme zugrunde liegt. Bleibt zu klären, wer solch eine Behandlung veranlassen darf und wann und mit welchen Mitteln sie durchzuführen ist. Nachgewiesenermaßen und allgemein unbestritten liegt die fachliche Kernkompetenz hierfür beim strabologischen Berufsbild der Orthoptisten. Auch die juristischen Auseinandersetzungen und Urteile haben in dieser Sache bislang keinen sehr zuverlässigen und verbindlichen Status herbeiführen können. Insbesondere die Problematik in der fehlenden objektiven Vergleichbarkeit, die durch die akzeptierte Verwendung der Terminologie „Korrektur eines Sehfehlers“ gegenüber „Behandlung einer Krankheit“ verursacht wird, verhindert hier eine konkrete Lösung.
Ungeachtet dessen gibt es eine Anzahl von Betroffenen und Patienten, die bereit sind, die „Diagnose“ Winkelfehlsichtigkeit und die entsprechende Behandlung zu akzeptieren, nicht zuletzt deshalb, weil sie in dem behandelnden Augenoptiker oder Augenarzt eine Person gefunden haben, die sich mit deren Beschwerden und Problemen möglicherweise eindringlicher auseinandersetzt, als dies gegebenenfalls Fachkollegen zuvor getan haben. Das Fachgebiet der Strabologie ist eine augenheilkundliche Spezialdisziplin, die im Vergleich zum tatsächlichen Bedarf auch nach Jahrzehnten immer noch unterrepräsentiert scheint. Ein entsprechend strabologisches Angebot, welches das Thema Winkelfehlsichtigkeit kritisch begleitet und den Betroffenen neben kompetenten Informationen auch eine qualitätsgesicherte Behandlung bietet, wird zwar durch hochwertig ausgebildete Spezialisten bereitgestellt, ist bisher aber offensichtlich nicht flächendeckend etabliert.

## Juristische Beurteilung
- Eine juristische und rechtskräftige Beurteilung nimmt der Verwaltungsgerichtshof Baden-Württemberg vor und hat mit Urteil vom 17. Februar 2005 in zweiter Instanz folgendes bestätigt – Zitat: „Ein Augenoptiker darf eine Prismenbrille nur aufgrund ärztlicher Verordnung oder nach einem schriftlichen und mündlichem Hinweis veräußern, dass er keine heilkundliche Behandlung durchführen wolle und könne und deshalb vorsorglich die Zuziehung eines Arztes oder eines Heilpraktikers mit entsprechender Erlaubnis anheim stelle. […] Der VGH hat […] bestätigt, dass die Abgabe von Prismengläsern ohne den […] geforderten Hinweis eine erlaubnispflichtige Ausübung der Heilkunde nach dem Heilpraktikergesetz ist und damit einen Straftatbestand erfüllt.“ Eine Revision gegen dieses Urteil wurde nicht zugelassen.[6]